# Sin remordimientos
Sin remordimientos (título original en inglés: Tom Clancy's Without Remorse) es una película estadounidense de acción y suspenso basada en la novela de 1993 del mismo nombre del escritor Tom Clancy. Dirigida por Stefano Sollima y escrita por Taylor Sheridan y Will Staples, contó con las actuaciones de Michael B. Jordan, Jamie Bell, Jodie Turner-Smith, Luke Mitchell, Lauren London y Guy Pearce.
Producida originalmente por Paramount Pictures para un estreno en salas de cine, la película fue adquirida por Amazon Studios debido a la pandemia del COVID-19 y estrenada en la plataforma digital el 30 de abril de 2021.

## Sinopsis
En Alepo, Siria, un equipo SEAL de la marina estadounidense incluido el Suboficial Mayor John Kelly, tiene el objetivo de rescatar a un agente de la CIA tomado como rehén por un presunto grupo paramilitar pro-Assad. La situación se intensifica cuando los SEAL descubren que los captores son en realidad militares rusos. Tres meses después, en aparente represalia por su papel en la misión, varios miembros del equipo son asesinados encubiertamente por agentes rusos del FSB. Pam, la esposa embarazada de Kelly, es asesinada cuando los rusos irrumpen en su casa. Kelly mata a todos los atacantes menos a uno antes de ser trasladado de urgencia al hospital con heridas casi fatales.
Mientras tanto, en Washington D. C., la líder y amiga del equipo SEAL de Kelly, la teniente comandante Karen Greer, se reúne con Ritter y el Secretario de Defensa Thomas Clay para discutir cómo el FSB descubrió las identidades de los SEAL y revisar sus opciones de respuesta. Las noticias filtradas sobre el ataque sin precedentes de Rusia en suelo estadounidense han causado que la ya tensa relación entre las dos naciones se agrie aún más, causando posiblemente una nueva guerra fría. La CIA se niega a realizar una investigación sobre los asesinatos, lo que motiva a Greer a pasarle información confidencial a Kelly.
Curado de sus heridas, Kelly localiza al diplomático ruso que expidió los pasaportes a los agentes del FSB y lo obliga a revelar el nombre del asesino superviviente antes de matarlo. Encarcelado por asesinato, Kelly negocia su salida revelando que el agente fugitivo es Victor Rykov, un ex oficial de Spetznaz que se esconde en Murmansk, Rusia. A pesar de las objeciones de Greer, Clay le permite a Kelly participar en la captura de Rykov con la condición de que Kelly cumpla su condena después de la misión.
Kelly vuela a Murmansk con Greer y un equipo de operaciones encubiertas de la CIA, planeando realizar un saltar HALO a Rusia. El vuelo es interceptado y atacado por un cazas rusos y su avión se estrella en el Mar de Barents. Kelly se sumerge entre los restos del naufragio para recuperar equipo esencial, incluido un barco zodiac. El equipo llega a Murmansk y encuentra a Ritter, de quien Kelly sospecha que es el culpable de las filtraciones de inteligencia. Ritter jura que no es responsable y lleva al equipo hasta Rykov. Kelly sale de la misión para enfrentarse a Rykov, lo encuentra con un chaleco suicida y descubre que es un activo encubierto de la CIA. Rykov detona su chaleco y se suicida mientras el equipo queda inmovilizado por el fuego de un francotirador. Cuando llega la policía, el equipo se da cuenta de que la misión era un montaje para matar a soldados estadounidenses en suelo ruso para iniciar una guerra.
Kelly se ofrece como voluntario para cubrir la fuga del equipo; dado que es un asesino convicto, su muerte podría ser plausiblemente negada. Kelly le da tiempo al equipo para llegar a un lugar seguro, pero está gravemente herido. Luego utiliza una explosión como tapadera para robar un uniforme de policía y secuestra una ambulancia para escapar. Kelly y los miembros supervivientes del equipo abandonan el país en barco. Ritter informa oficialmente que Kelly está muerto, lo que le permite buscar al traidor.
De vuelta en D.C., Kelly se enfrenta a Clay y lo obliga a subir a su auto. Después de que Kelly amenaza a la familia de Clay, este confiesa estar detrás de las filtraciones de inteligencia y orquestar el conflicto entre Estados Unidos y Rusia, con la intención de iniciar una guerra con Rusia para impulsar la economía y unir al pueblo estadounidense contra un enemigo común. Kelly conduce el auto sobre un puente y lo deja hundirse hasta el fondo del río Potomac, ahogando a Clay. Kelly escapa con una grabación de la confesión, con la ayuda de Greer, que estaba esperando en el río con equipo de buceo. En Washington Union Station, Greer le da a Kelly una nueva identidad proporcionada por Ritter. Él se marcha para comenzar su nueva vida como "John Clark".
Un año después, Clark se reúne con Ritter, recién ascendido a subdirector, y le propone la creación de un equipo multinacional antiterrorista, cuyo nombre en clave es Rainbow.

## Reparto

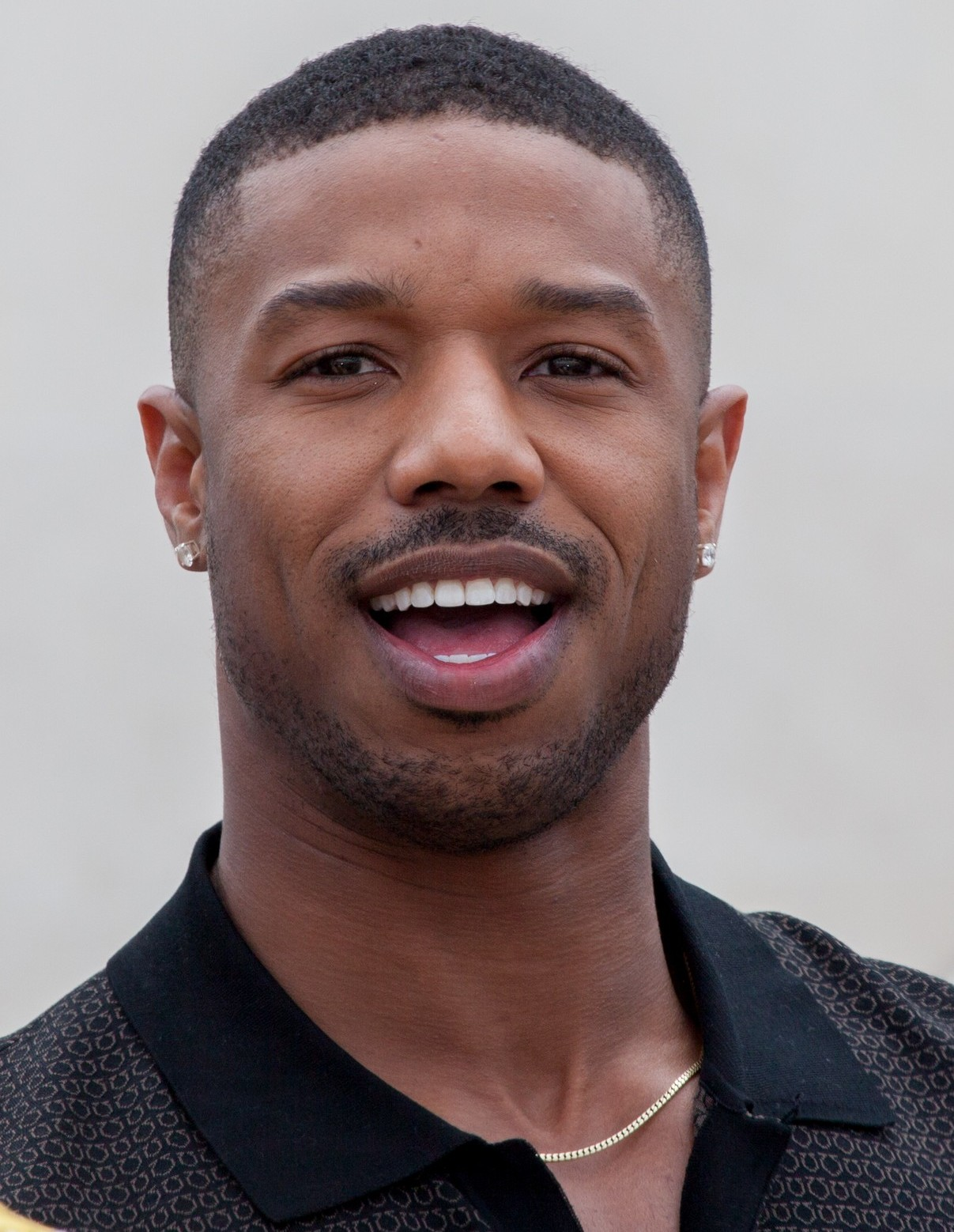
Michael B. Jordan interpretó el papel principal en el filme

- Michael B. Jordan es John Kelly
- Jamie Bell es Robert Ritter
- Jodie Turner-Smith es Karen Greer
- Luke Mitchell es Rowdy King
- Jack Kesy es Thunder
- Brett Gelman es Victor Rykov
- Lauren London es Pam Kelly
- Colman Domingo es el Pastor West
- Guy Pearce es Thomas Clay
- Jacob Scipio es Hatchet
- Cam Gigandet es Keith Webb
- Todd Lasance es Dallas
- Lucy Russell es Dillard

## Recepción
En el portal Rotten Tomatoes, el filme cuenta con una aprobación del 44% basada en 133 reseñas. Oliver Jones de Observer destacó la labor de Jordan, al afirmar: «Con su físico escandalosamente articulado y un rostro poco sonriente con ojos lejanos que transmiten tanto la determinación como la pérdida recientemente experimentada, Jordan está más que a la altura de la tarea». David Rooney de The Hollywood Reporter calificó la película como «rápida y contundente, impulsada por su magnético protagonista» y afirmó que «el resultado es una sólida entrada en el canon cinematográfico de Clancy: descarnada, de ritmo rápido, con escenas de lucha vigorosamente coreografiadas, acción armamentística explosiva y una intriga política retorcida que parece premonitoria, ya que se enmarca en el período más tenso de las relaciones entre Estados Unidos y Rusia desde la Guerra Fría».